# 清音
清音（せいおん）とは、広義では、日本語の音節のうち、撥音と促音を除き、濁点も半濁点も付けない仮名で表されるものであり、狭義では、濁音と対立する無声子音をもつ音節のみを指す。

## 概説
伝統的に清音はいろは47文字が表す音であるが、現代の日本語では、日本語音の仮名表記の基本となる五十音と呼ばれる44個の音節である。
- あ - い - う - え - お
- か - き - く - け - こ
- さ - し - す - せ - そ
- た - ち - つ - て - と
- な - に - ぬ - ね - の
- は - ひ - ふ - へ - ほ
- ま - み - む - め - も
- や - ゆ - よ
- ら - り - る - れ - ろ
- わ

「を」や歴史的仮名遣いの「ゐ」、「ゑ」を五十音に含めることがあるが、これらは表記は独立しているが、現在の発音によるモーラとしては「あ行」の「お」、「い」、「え」と重複しているので独立した清音には含めない場合がある。
厳密には、清音に言及するのは有声子音をもった濁音と対立する無声子音をもった音節についてであり、音韻論的にはカ行・サ行・タ行・ハ行のみとなる。また、ハ行では有声音のバ行に対し、無声音はパ行となるので、音韻論的には清音ハ行は濁音・半濁音とされるバ行・パ行とは関連性は低い。だが、上代にはハ行はパ行音のように発音されていた。これが中世にファ行音（[ɸ]）のように変化し、近世以降は現在と同じハ行音になった。つまり、子音[p]が[ɸ]を経て[h]へと変化したため、歴史的経緯から見れば清音ハ行は濁音・半濁音とされるバ行・パ行と全く無関係ではない。また、後述の通り、ハ行音にはバ行・パ行音との交換もある。
子音における有声音と無声音との関連は以下の通りとなる。
- ガ行[g] - カ行[k]
- ザ行[z] - サ行[s]
- ダ行[d] - タ行[t]
- バ行[b] - パ行[p]

また音節の分類という点から、その拗音
- きゃ - きゅ - きょ
- しゃ - しゅ - しょ
- ちゃ - ちゅ - ちょ
- にゃ - にゅ - にょ
- ひゃ - ひゅ - ひょ
- みゃ - みゅ - みょ
- りゃ - りゅ - りょ
- （くゎ）

を清音に含めることもあるが、仮名から分類するとイ段音と重複する。

## 名称の由来
清音・濁音の区別は中国の伝統的な言語学である音韻学の清濁に由来している。ただし、音韻学における清音は無声子音のみを分類している。

## 音声学的な特徴
清音は、その頭子音によって、次のように分類できる。
1. 頭子音なし： あ行
2. 無声破裂音： か行 た行（ち つ を除く）
3. 無声破擦音： ち つ
4. 無声摩擦音： さ行 は行
5. 鼻音： な行 ま行
6. 半母音： や行 わ行
7. 流音： ら行

## 清音と濁音、半濁音
清音と対立する概念は濁音と半濁音である。これらはいずれも清音の各音から派生したものと考えられ、熟語で、後半の語の最初の音が清音から濁音、半濁音に置き換えられる連濁（例：きり＋はな→きりばな（切り花））が見られるなど、対応するもの同士の親和性が高い。
ある音が清音であるかどうかは、日本語話者集団の主観や文法的用件に依るところが大きい。たとえば、清音であるな行やま行と同じ鼻音を持つモーラでも、鼻濁音と呼ばれる が行の各音は、鼻音でない有声子音の が行の各音と意味上の違いなく使われるため、独立した清音でなく、か行の濁音に分類される。無声子音で始まる ぱ行の各音は、は行の各音との交換があるため（2ほん（本）→1ぽん）、は行の半濁音とされる。